# Fazenda Nova
| Fazenda Nova                    | Fazenda Nova                       |
| ------------------------------- | ---------------------------------- |
|                                 |                                    |
| Wappen                          | Flagge                             |
| Wappen von Fazenda Nova         | Flagge von Fazenda Nova            |
| Karte                           |                                    |
|                                 |                                    |
| Basisdaten                      |                                    |
| Staat:                          | Brasilien (BRA)                    |
| Verwaltungsgliederung:          | Mittelwesten                       |
| Bundesstaat:                    | Goiás (GO)                         |
| Mesoregion:                     | Zentral-Goiás (1989 bis 2017)      |
| Mikroregion:                    | Iporá (GO) (1989 bis 2017)         |
| Geografische Lage:              | 16° 11′ S, 50° 47′ W               |
| Distanz zu Goiânia: 206 km      |                                    |
| Zeitzone:                       | UTC−3 Sommer: UTC−2                |
| Höhe:                           | 476 m                              |
| Fläche:                         | 1281,316 km²                       |
| Einwohner:                      | 6318                               |
| Bevölkerungsdichte:             | 4,9 Einwohner / km²                |
| Telefonvorwahl:                 | +5562                              |
| Postleitzahl (CEP):             | 76220-000                          |
| Adresse der Gemeindeverwaltung: |                                    |
| Offizielle Website:             | fazendanova.go.gov.br              |
| Jahrestag:                      |                                    |
| Gründungsjahr:                  | 1953                               |
| Politik                         |                                    |
| Stadtpräfekt:                   | Afrânio Ferreira Filho (2017–2020) |
| Vize-Bürgermeister:             |                                    |

Fazenda Nova ist eine brasilianische politische Gemeinde im Bundesstaat Goiás in der  Mesoregion Zentral-Goiás und in der Mikroregion Iporá. Sie liegt westsüdwestlich der brasilianischen Hauptstadt Brasília und von Goiânia, der Hauptstadt des Bundesstaates.
Zum Gemeindegebiet von Fazenda Nova gehören auch die Ortschaften Bacilândia und Serra Dourada.

## Geographische Lage
Fazenda Nova grenzt
- im Norden an die Gemeinde Jussara
- im Nordosten an Novo Brasil
- im Südosten an Córrego do Ouro
- im Süden an Moiporá
- im Südwesten an Israelândia und Jaupaci
- im Westen an Montes Claros de Goiás